# Anoeta
Anoeta é um município da Espanha na província de Guipúscoa, comunidade autónoma do País Basco. Tem 4,14 km² de área e em 2021 tinha 2 086 habitantes (densidade: 503,9 hab./km²).

## Demografia
| Variação demográfica do município entre 1991 e 2004 | Variação demográfica do município entre 1991 e 2004 | Variação demográfica do município entre 1991 e 2004 | Variação demográfica do município entre 1991 e 2004 |
| --------------------------------------------------- | --------------------------------------------------- | --------------------------------------------------- | --------------------------------------------------- |
| 1991                                                | 1996                                                | 2001                                                | 2004                                                |
| 1801                                                | 1776                                                | 1709                                                | 1776                                                |